# Leichtathletik-Weltmeisterschaften 2011/Teilnehmer (Sambia)
| Gelbes Symbol für Goldmedaillen mit stilisierten Olympischen Ringen | Graues Symbol für Silbermedaillen mit stilisierten Olympischen Ringen | Braundes Symbol für Bronzemedaillen mit stilisierten Olympischen Ringen |
| ------------------------------------------------------------------- | --------------------------------------------------------------------- | ----------------------------------------------------------------------- |
| —                                                                   | —                                                                     | —                                                                       |

Der sambische Leichtathletik-Verband stellte bei den Leichtathletik-Weltmeisterschaften 2011 im koreanischen Daegu drei Teilnehmer.

## Ergebnisse

### Männer

#### Laufdisziplinen
| Athlet       | Disziplin | Vorlauf     | Vorlauf | Halbfinale    | Halbfinale    | Finale        | Finale        |
| Athlet       | Disziplin | Zeit        | Platz   | Zeit          | Platz         | Zeit          | Platz         |
| ------------ | --------- | ----------- | ------- | ------------- | ------------- | ------------- | ------------- |
| Gerald Phiri | 100 m     | 10,60 s     | 40      | ausgeschieden | ausgeschieden | ausgeschieden | ausgeschieden |
| Prince Mumba | 800 m     | 1:46,73 min | 17      | 1:47,06 min   | 20            | ausgeschieden | ausgeschieden |

### Frauen

#### Laufdisziplinen
| Athletin        | Disziplin | Vorlauf    | Vorlauf | Halbfinale | Halbfinale | Finale        | Finale        |
| Athletin        | Disziplin | Zeit       | Platz   | Zeit       | Platz      | Zeit          | Platz         |
| --------------- | --------- | ---------- | ------- | ---------- | ---------- | ------------- | ------------- |
| Racheal Nachula | 400 m     | 53,49 s SB | 24      | 53,30 s SB | 22         | ausgeschieden | ausgeschieden |